# Стара Буда (Житомирський район)
Стара Бу́да — село в Україні, у Потіївській сільській територіальній громаді Житомирського району Житомирської області. Населення становить 80 осіб (2001).

## Історія
Час першої згадки про село - XVII ст.
7 листопада 1921 р. під час Листопадового рейду через Стару Буду проходила кінна сотня Антончика Подільської групи (командувач Сергій Чорний) Армії Української Народної Республіки.
У 1923, 1926—54 та 1977—80 роках — адміністративний центр колишньої Старобудської сільської ради Потіївського та Радомишльського районів.